# El ángel de fuego
El ángel de fuego (título original en ruso, Огненный ангел — Ógnenny ánguel Op. 37) es una ópera en cinco actos con música y libreto en ruso de Serguéi Prokófiev, basado en la novela El ángel de fuego (1908) de Valeri Briúsov.

## Historia
Prokófiev conoció la novela de Briúsov en su primera visita a los Estados Unidos, alrededor del año 1918, y pronto (1919) comenzó a esbozar una ópera. En 1926, Bruno Walter aceptó la obra para la Ópera Alemana de Berlín. La ópera estuvo terminada para agosto de 1927, demasiado tarde para la temporada. Walter canceló la producción. Al final, no se produjo en vida del compositor, quien recicló parte del material para su Sinfonía n.º 3, y extrajo parte de ella para una suite vocal, su op. 37b. 
En versión de concierto, la ópera se estrenó el 25 de noviembre de 1954 en el Théâtre des Champs-Élysées de París. La primera representación escénica tuvo lugar en La Fenice de Venecia el 14 de septiembre de 1955.
Esta ópera rara vez se representa en la actualidad; en las estadísticas de Operabase aparece con sólo 4 representaciones en el período 2005-2010.
En el centenario de nacimiento de Prokófiev, en 1991, el Teatro Kírov invitó al director australiano David Freeman a realizar la puesta en escena de la ópera cuyas representaciones fueron luego llevadas a Londres, Nueva York, San Francisco y Tokio. En agosto de 2020, el Teatro Mariinski repuso la representación de la obra.
El Teatro Colón de Buenos Aires presentó la ópera en tres temporadas diferentes: 1966 y 1971 (ambas en la versión rítmica italiana de Mario Nordio, dirigida por Bruno Bartoletti) y 2015, dirigida por Ira Levin.
Más recientemente, el 22 de marzo del 2022 se estrena una nueva producción del Teatro Real de Madrid, en colaboración con la Opernhaus de Zúrich, con dirección musical de Gustavo Gimeno y dirección escénica de Calixto Bieito.